# Osztrovica vára (Lika)
Osztrovica vára (horvátul: Ostrovica Lička) egy várrom Horvátországban, Likában, a Gospićhoz tartozó Ostrvica település határában.

## Fekvése
Osztrovica várának maradványai a falu feletti 764 méter magas Ostrvica-hegyen találhatók.

## Története
Az azonos nevű 764 méter magas hegyen találhatók Ostrvica (Osztrovica) középkori várának maradványai. A várat valószínűleg Disislavich (Desziszlávics) Novak, vagy fia Péter építhette. A várat már 1341-ben említik. 1408-ban Frangepán Miklós gróf birtokcserével jutott a vár fele részének birtokába, majd 1420-ban a vár többi részét is megvásárolta. 1449-ben a Frangepánok birtokmegosztásakor a vár Frangepán Dujimé lett, majd az ő halála után fia, Mihály kezére került. A Frangepánokat birtokukban V. László és Mátyás király is megerősítette.
1493-ban a korbávmezei csata idején Frangepán György tulajdona volt, aki 1522-ben a török veszély közeledtére a királyi katonaságnak adta át a várat. Valószínűleg Osztrovica vára is 1527-ben került török kézre. A török által elfoglalt várakat rögzítő 1577-es felsorolásban a szomszédos Barletén két várat is említenek, melyek közöl az egyik Osztrovica vára lehetett. 1689-ben szabadult fel a török uralom alól. 1696-ban Sebastijan Glavinić zenggi püspök vizitációjában a várat romosnak mondja.

## A vár mai állapota
Emilij Laszowski horvát történész leírása szerint a vár magjául szolgáló építmény 16 méter hosszú és 5 és fél méter széles volt. A falak 0,75 méter vastagok voltak, de már akkor is igen rossz állapotban álltak. A vártól keletre egy kerek ciszternát is talált. Laszowski a vármag körül 10 méterrel távolabb egy külső várat is megemlít, de a csekély maradványok miatt ennek a nyomvonala már nem volt követhető. A külsővár falai 1,2 méter vastagok voltak.
A vár 2011-es újabb bejárása szerint a vár egy észak-déli irányú, kettős domb mindkét magaslatán található. A bejárás során az Ivan Kukuljević által a 19. században készített vázlaton ábrázolt romoknál sokkal kevesebb maradvány találtak. A déli magaslaton valóban állt egy épület, mely valószínűleg a dombtető egészét elfoglalhatta. Ennek egyetlen, mintegy másfél méter hosszú falrésze a plató délkeleti sarkában, de már a domb oldalában volt megtalálható. A dombtető szinte teljes területén találtak habarcsnyomokat. Az északi magaslatra a felvezető út egy pengeszerű sziklanyúlvány nyugati oldalában volt kialakítva úgy, hogy a természetben kialakult vetődéseket is lépcsőként használták, vagy részben megfaragták a sziklákat. A felvezető úton nagyon sok habarcsos kőtörmelék volt. 
A felvezető út a fent említett sziklanyúlvány közepe tájékán ért fel a felsővárhoz. Ez az út csigavonalként a felsővár hegycsúcsának felső részén, annak oldalába vezetett. A felsővár platóján is nagyon sok habarcsnyom volt. A plató északi és nyugati részén egy „L” alakú, sáncszerű maradvány volt látható, ami egy palotaépület lehetett. A plató déli végében, egy szabálytalan, nagyjából kör alakú horpadás volt, a belső peremén falmaradványokkal. Itt nagy valószínűséggel egy torony állhatott. E sűrű bozóttal takart maradványtól északabbra, egy újabb süppedés volt található, ami feltehetően egy ciszterna lehetett.